# Franciska Clausens Plads
Franciska Clausens Plads er en plads i Carlsberg Byen i København. Den er opkaldt efter den danske maler Franciska Clausen. Pladsen ligger mellem Pasteursvej og Europaskolens udearealer. Pladsen huser Dansehallerne samt flere restauranter. 
|  | - Pejlemærke på pladsen - Et ældre foto - Kedelhallen |

## Bygninger
- Mineralvandsfabrikken
- Pasteurs Tårn
- Mineralvandshuset
- Kedelhallen
- Bønecke Hus
- Europaskolen
- Den snoede skorsten